# Kościół Niepokalanego Poczęcia Najświętszej Maryi Panny w Busku-Zdroju

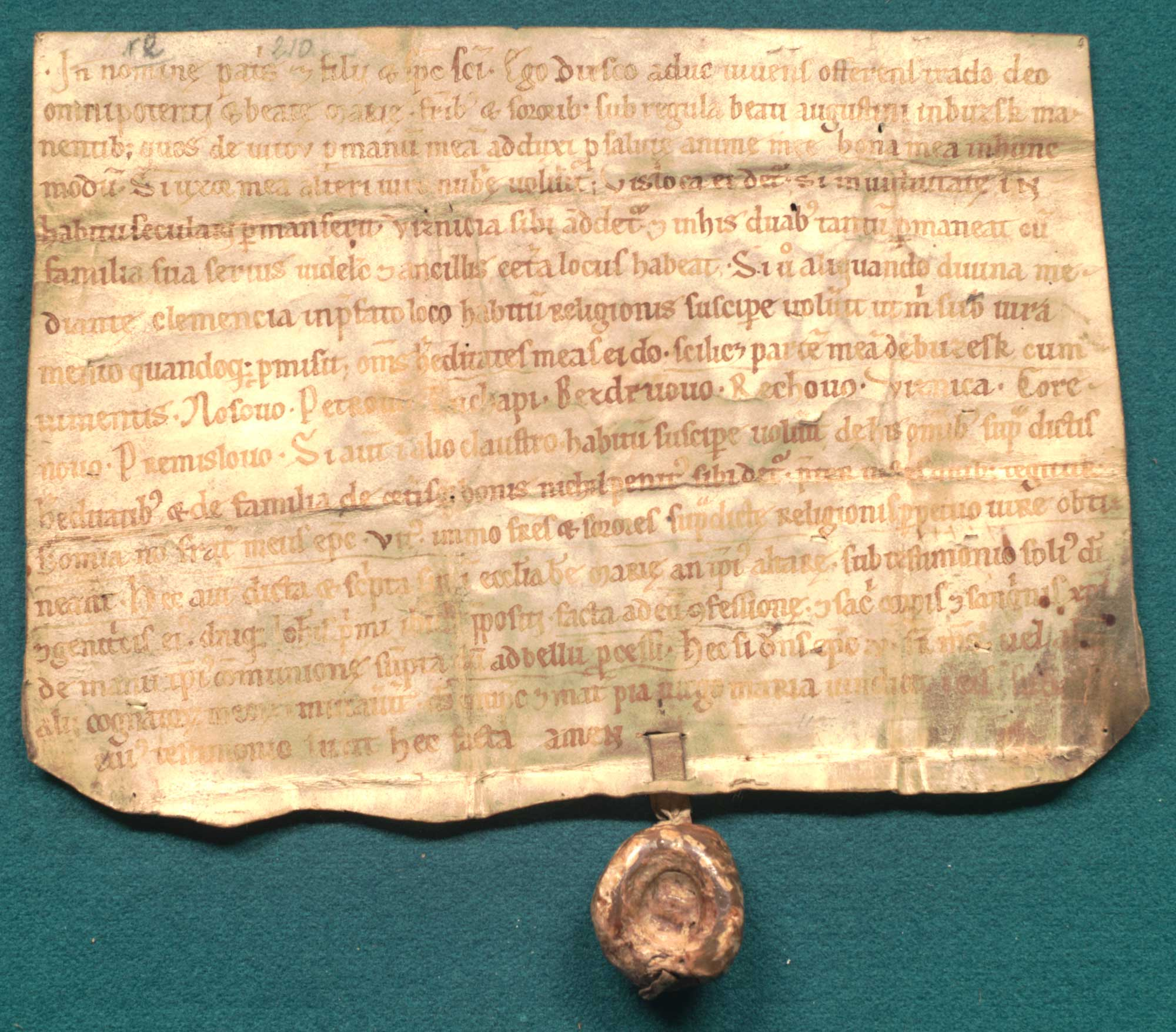
Testament Dzierżki z około 1190 roku

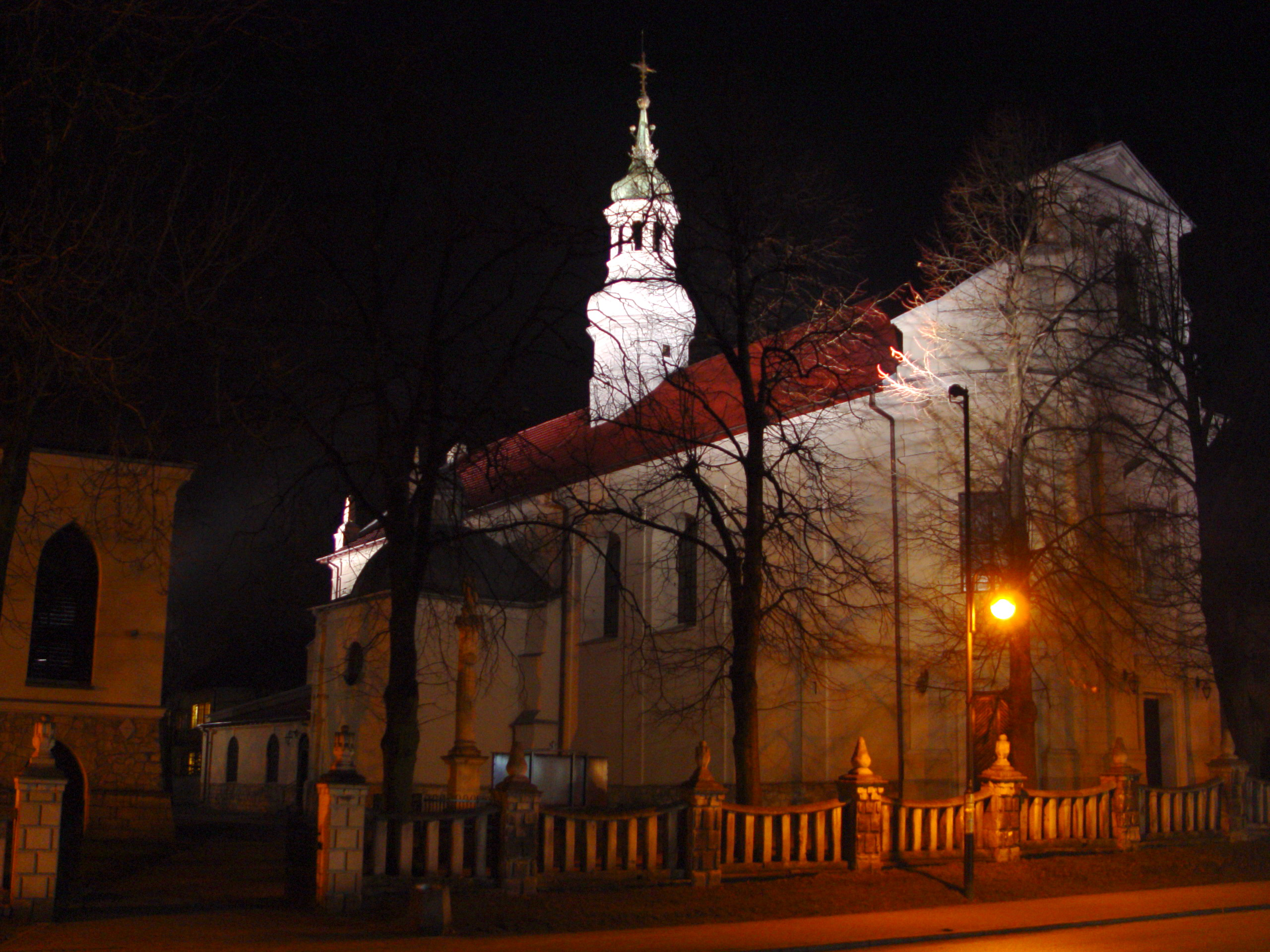
Wygląd nocą

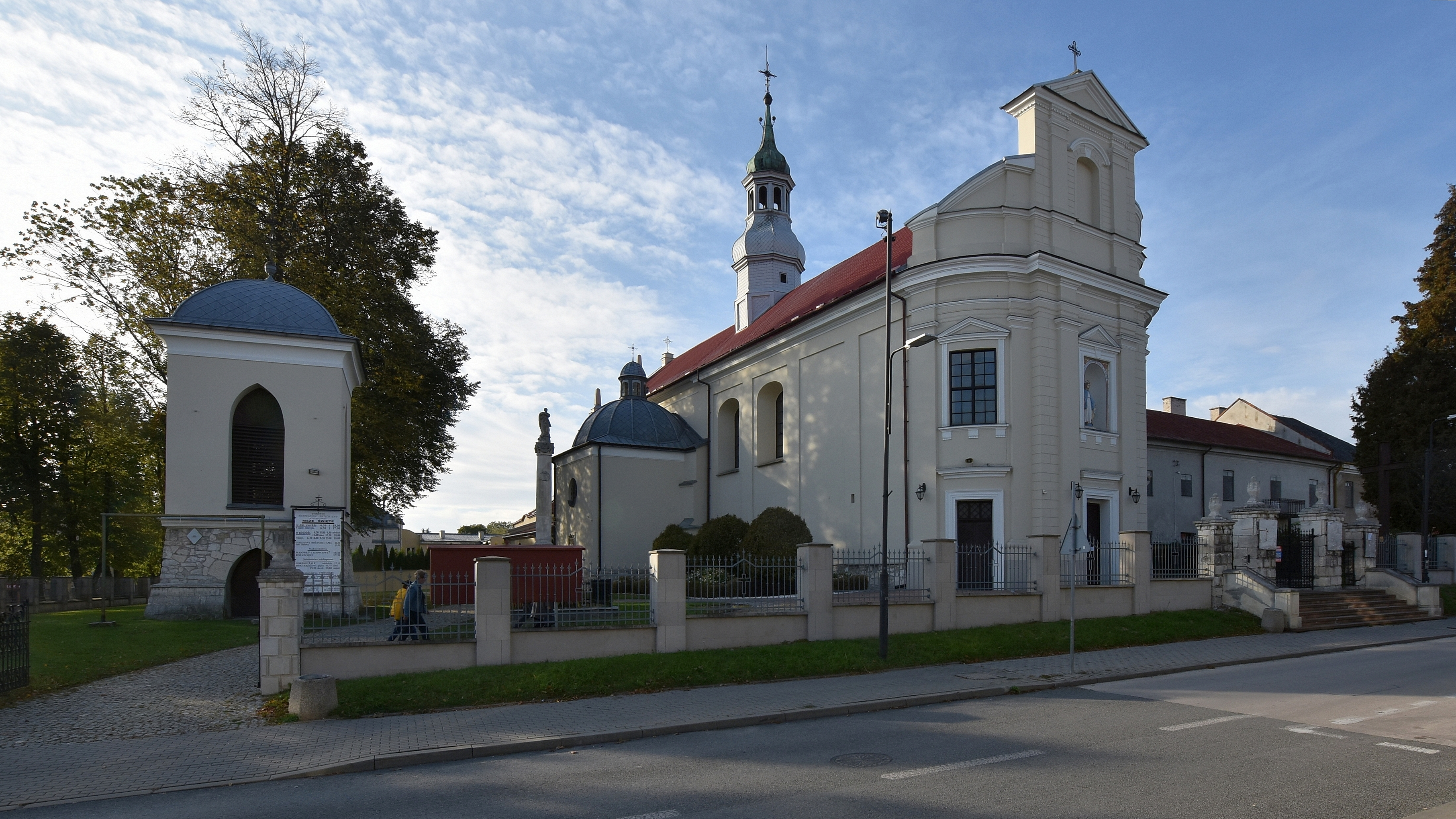
Elewacja frontowa

Kościół Niepokalanego Poczęcia Najświętszej Marii Panny w Busku-Zdroju – najstarszy, po-norbertański kościół parafialny w Busku-Zdroju. Pierwotny kościół został wzniesiony w miejscu dzisiejszego ok. 1166. W latach 1180–1820 był kościołem wchodzącym w skład kompleksu klasztornego dla istniejącego w tym okresie w Busku-Zdroju zakonu norbertanek.

## Historia
Około 1166 ówczesny właściciel części ziem buskich, rycerz Dzierżko, brat biskupa płockiego Wita z Chotla, ufundował pierwszy na tym terenie kościół. Dodatkowo, w latach 1180-1186, Dzierżko ufundował na terenie przylegającym do kościoła zespół klasztorny norbertanek będący filią ich konwentu z Witowa. Około 1190 Dzierżko zamierzający wyruszyć na III wyprawę krzyżową sporządził testament, na mocy którego jego żona po złożeniu ślubów zakonnych miała wstąpić do buskiego zakonu norbertanek i wnieść w wianie konwentowi cały majątek.
W 1470 w miejscu pierwotnego kościoła wzniesiono nowy, który spłonął w 1590.
Odbudowa świątyni rozpoczęła się w 1592 i trwała do 1621. W 1595 odbudowywaną świątynię poświęca kardynał Jerzy Radziwiłł.
Wtedy też została dobudowana od strony południowej kaplica św. Anny, dziś Matki Boskiej Częstochowskiej – zaprojektowana na planie kwadratu, nakryta kopułą z latarnią.
Z pierwotnej gotyckiej budowli zachowana została jedynie zachodnia ściana z zamurowanym dziś ostrołukowym portalem, inne średniowieczne elementy architektoniczne i wystrój kościoła uległy zniszczeniu.
W 1804 dokonuje się przebudowa fasady świątyni, jej wnętrze wzbogaca się o nowy ołtarz główny.
W 1819 z ukazu Cara nastąpiła kasata zakonu norbertanek. W 1820 w Busku miał miejsce wielki pożar, który zniszczył miasto, w tym również kościół i przyległe budynki klasztorne. Wkrótce potem świątynię odbudowano i w związku z tym, że wraz z kasatą zakonu, obiekt zaczął pełnić funkcję ogólnie dostępnego kościoła parafialnego, dodatkowo znacząco przebudowano tak by główne wejście znajdowało się od strony przylegającej ulicy. Dlatego, wbrew średniowiecznym nakazom odwrócono orientację budowli – ołtarz przeniesiono na ścianę zachodnią, nowe prezbiterium zastąpiło dawną nawę, a nawa – prezbiterium (dlatego dzisiejsza nawa jest węższa od prezbiterium). Od strony wschodniej dobudowano też okazałą fasadę w stylu barokowo-klasycystycznym.
We wnętrzu świątyni znajduje się kilka cennych zabytków. W pochodzącym z 1804 ołtarzu głównym umieszczony jest obraz Matki Boskiej, którego autorstwo przypisuje się Franciszkowi Smuglewiczowi. W bocznej kaplicy, w ścianie wschodniej, znajduje się kamienne epitafium starościny sandomierskiej Anny z Korycińskich Kowalkowskiej (zmarłej w 1606), a w ścianie południowej, od 2009 odsłonięta ponownie, wcześniej przez długie lata zakryta ołtarzem, manierystyczna tablica fundacyjna wymieniająca jako fundatora kaplicy Zygmunta Urbańskiego. Po lewej stronie nawy, na rogu kaplicy MBC od strony ołtarza znajduje się obraz "Jezu ufam tobie" pędzla Adolfa Hyły, będący bliźniaczą kopią słynącego łaskami i najbardziej znanego wizerunku Jezusa Miłosiernego wykonanego przez tego artystę w 1944 do kaplicy zakonnej Zgromadzenia Sióstr Matki Bożej Miłosierdzia w Krakowie Łagiewnikach.
Na placu obok kościoła znajdują się dwa ciekawe obiekty – ustawiona na kolumnie datowana na 1738 figura Najświętszej Maryi Panny Niepokalanego Poczęcia i wybudowana pod koniec XIX wieku dzwonnica.